# Mycena tubarioides
Mycena tubarioides är en svampart som tillhör divisionen basidiesvampar, och som först beskrevs av Marie, och fick sitt nu gällande namn av Robert Kühner. Mycena tubarioides ingår i släktet Mycena, och familjen Favolaschiaceae. Arten har ej påträffats i Sverige.